# Bulleremaeus reticulatus
Bulleremaeus reticulatus är en kvalsterart som beskrevs av Hammer 1966. Bulleremaeus reticulatus ingår i släktet Bulleremaeus och familjen Cymbaeremaeidae. Inga underarter finns listade.